# سید (نمایش‌نامه)
سید (به فرانسوی: Le Cid) یک نمایش‌نامهٔ معروف فرانسوی قرن هفدهم است که توسط پییر کورنِی، تراژدی‌نویس مشهور نوشته شده‌است.
این تراژدی که به نظم نوشته شده‌است در سال ۱۶۳۶ منتشر شد و با استقبال و موفقیت فراوان همراه بود، ولی به دلیل عدم رعایت برخی قوانین تراژدی کلاسیک مورد انتقاد شدید تعدادی از درام‌نویسان قرار گرفت.

## شخصیت‌های تراژدی
- دون رودریگ [۱]، پسر دون دیِگ، دلداده و دلدار شیمِن. لقب سید، برگرفته از واژهٔ سَیِّد و به عربی به معنای سرور، پس از دلاوری‌های او در میدان جنگ و در پردهٔ چهارم توسط پادشاه به او داده می‌شود.
- شیمِن [۲]، دختر دون گومِس، دلدار و دلدادهٔ رودریگ و دلدار دون سانْش.
- دون گومِس [۳]، کنت گورماس و پدر شیمِن.
- دون دیِگ [۴]، پدر رودریگ.
- دونا اوراک [۵]، دختر پادشاه کاستی و دلدادهٔ رودریگ.
- دون فِرنان [۶]، پادشاه کاستی.
- دون سانْش [۷]، دلداهٔ شیمِن.
- اِلویر [۸]، معلمهٔ شیمِن.
- لئونور [۹]، معلمهٔ شاهزادهٔ کاستی.
- دون آریاس و دون آلونْس [۱۰]، از نجیب‌زادگان کاستی.

## خلاصهٔ داستان

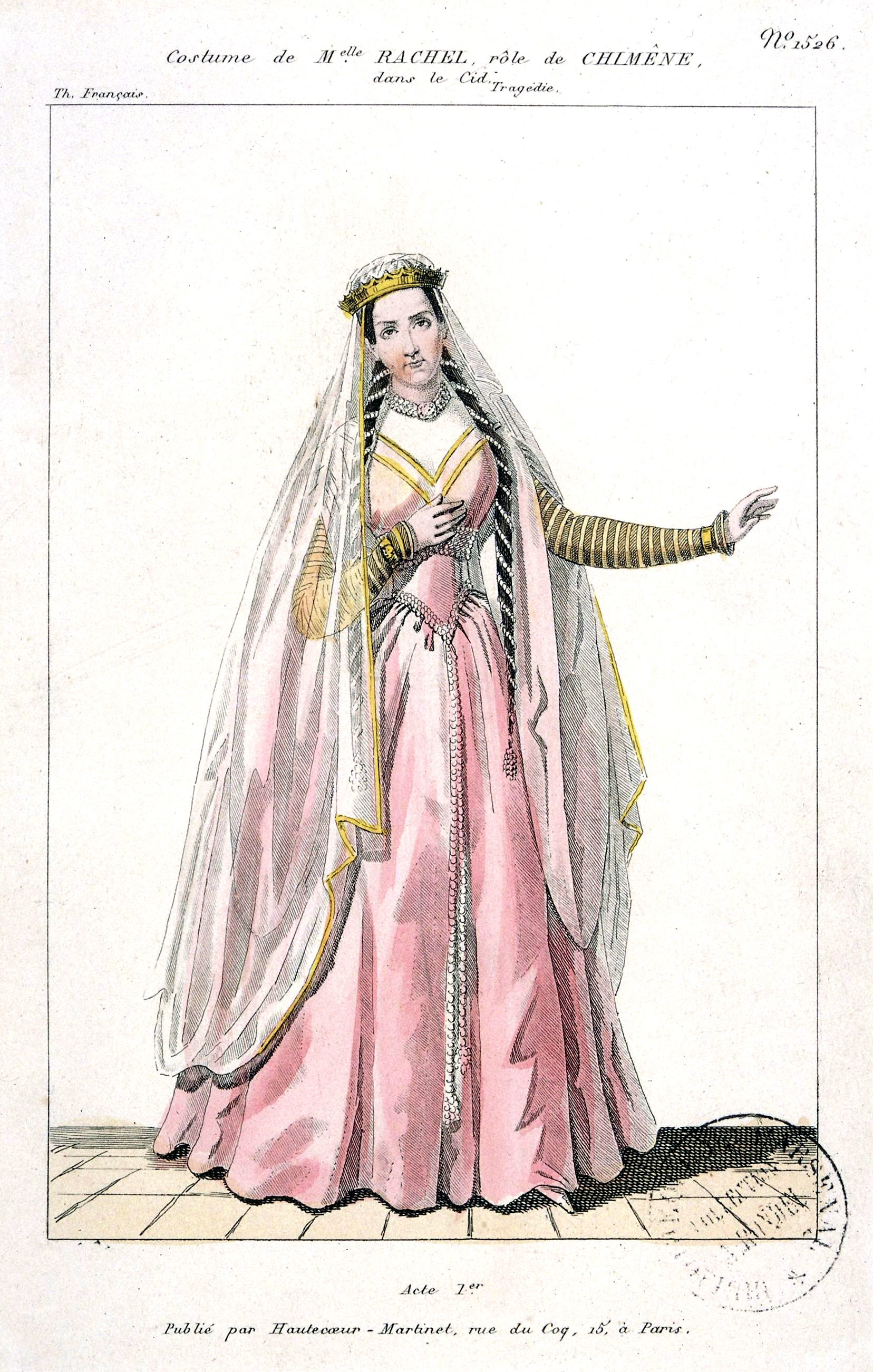
شیمِن

دون دیِگ و کنت گورماس، هر دو از نجبا و دلاوران کاستی، تصمیم می‌گیرند که فرزندان خود را که به هم علاقه دارند به ازدواج یک‌دیگر درآورند. در همین زمان، پادشاه دون دیِگ را به عنوان آموزگار پسرش برمی‌گزیند. کنت گورماس نیز از روی حسادت و در حالی که معتقد است این مقام تنها درخور اوست، با دون دیِگ درگیر شده و سرانجام به او توهین کرده و به او سیلی می‌زند. دون دیِگ که به علت سالخوردگی، توانایی انتقام و نجات شرافت و آبروی خانوادگی خود را از دست داده است، شمشیرش را به رودریگ واگذار کرده و او را به دوئل با پدر شیمِن دعوت می‌کند. رودریگ، پس از یک درگیری درونی دردناک و انتخاب دشوار بین وفاداری به شرافت و عشقش، سرانجام نجات خون و عزتش را برمی‌گزیند و طی یک دوئل پدر شیمِن را می‌کشد. سپس، نزد شیمِن رفته و شمشیرش را به او داده و از او تقاضا می‌کند که انتقام پدرش را از او بگیرد، ولی شیمِن که هنوز در حالت شوک قرار دارد از او می‌خواهد که شمشیر آلوده به خون پدرش را از نگاهش دور نگاه دارد و اعلام می‌دارد که قادر به انجام چنین کاری نیست.
آنگاه، درحالی که این‌بار او باید بین عشق و عزت انتخاب کند، انتقام پدر را برمی‌گزیند و بدون مخفی کردن عشقش به قاتل پدرش، از پادشاه تقاضای قصاص می‌کند. در همین حال، پادشاه آگاه می‌شود که مسلمانان به اسپانیا حمله کرده‌اند، و تقاضای پدر رودریگ را برای دادن فرصتی به پسرش برای نشان دادن ارزش‌ها و این‌گونه استحاق بخشایش می‌پذیرد. دلاوری‌های رودریگ در میدان جنگ باعث جلب توجه همگان به او شده و پادشاه لقب سید را بر او می‌نهد. لازم به ذکر است که طی این ماجراها دختر پادشاه مخفیانه به رودریگ دل می‌بندد و او نیز دچار یک درگیری درونی میان عشق و عزتش به عنوان یک شاهزاده می‌شود ولی چون در هر حال ازدواج با رودریگ را امکان‌ناپذیر می‌بیند از عشقش ناامید می‌شود.
شیمِن، درحالی که این بار عاشق‌تر از همیشه است، به انتخاب اول خود وفادار مانده و از پادشاه می‌خواهد که یکی از شوالیه‌های خود را به دوئل با رودریگ بخواند، و علی‌رغم میلش می‌پذیرد که با برندهٔ آن ازدواج کند. دون سانْش که عاشق شیمِن است در این میان داوطلب می‌شود. قبل از شروع دوئل، رودریگ باری دیگر به دیدن معشوقه‌اش آمده و به او اعلام می‌دارد که در حین مسابقه قصد دفاع از خود را ندارد چرا که اگرچه شرافتش را بر عشقش ترجیح داده است، ولی انتقام و عزت معشوقه‌اش را بر زندگی ترجیح می‌دهد. شیمِن نیز متذکر می‌شود که درصورت مرگ او مجبور به ازدواج با دون سانْش خواهد شد و از او خواهش می‌کند که از خود دفاع کند.
پس از پایان گرفتن دوئل، دون سانْش درحالی که شمشیر خونی رودریگ را در دست دارد نزد شیمِن حاضر می‌شود. شیمِن برآشفته شده و او را از خود می‌راند و او را به کشتن کسی که بیش از همه برایش عزیز بود متهم می‌کند. در این میان پادشاه از راه می‌رسد و سرانجام دون سانْش اعتراف می‌کند که کسی که در دوئل شکست خورده اوست و رودریگ او را خلع سلاح کرده‌است بی آن‌که جان او را بگیرد. سرانجام رودریگ نیز به آن‌ها می‌پیوندد و پادشاه آن‌گاه قول شیمِن را به او یادآوری کرده و از آن‌ها می‌خواهد که پس از یک سال عزاداری با یک‌دیگر ازدواج کنند.

## انتقادات
علی‌رغم استقبال بزرگی که با این اثر کورنی همراه بود، بسیاری از درام‌نویسان انتقادات شدیدی کردند و توانایی کورنی را در آثارآفرینی زیر سؤال بردند. از میان انتقادات آن‌ها می‌توان به موارد زیر اشاره کرد:
- قوانین وحدت کنشی به درستی رعایت نشده بودند:
  - با وجود این که تمامی ماجرا در این داستان در ۲۴ ساعت انجام می‌گیرد، نبود واقع‌گرایی در سرعت انجام کارها، این قانون تراژدی کلاسیک را زیر پا می‌گذارد.
  - حضور شاهزادهٔ کاستی و عشق یک‌طرفهٔ او به رودریگ موضوعی جانبی است و به‌طور مستقیم در گشودن گره اصلی داستان نقش ندارد.
  - با وجود این که داستان در یک شهر انجام می‌گیرد، ولی پرده‌های نمایش سه محل مختلف را در شهر نشان می‌دهند: یک میدان عمومی، قصر پادشاه و خانهٔ شیمِن.
- این داستان از منابعی اسپانیایی الهام گرفته شده‌است، در حالی که در آن زمان که این نمایش‌نامه در حال نوشته شدن بود، فرانسه با اسپانیا در جنگ به سر می‌برد.
- وجود پایانی نسبتاً خوش که فقط در کمدی‌ها معمول است. کورنی این نمایش‌نامه را تراژدی می‌دانست، ولی پس از این انتقادات تاکنون آن را تراژی-کمدی می‌دانند.
- کمبود واقع‌گرایی در داستان.